# نگین (فیلم)
نگین فیلمی به کارگردانی و نویسندگی اصغر هاشمی و تهیه‌کنندگی ایرج تقی‌پور محصول سال ۱۳۸۰ است.

## خلاصه داستان
آذر در زندان مطلع می‌شود که دختر نوجوانش نگین از خانه فرار کرده است. او از یکی از دوستانش بنام ندا که قبلاً هم بندش بوده تقاضای کمک می‌کند تا دخترش را پیدا کند و او را به خانه برگرداند. آذر برای نجات دخترش از زندان فرار می‌کند و با کمک ندا به دنبال نگین می‌رود. اما اثری از او نمی‌یابد سرانجام به وسیله نشانه‌ای که به خانه‌های فساد می‌رسد درمی‌یابد که نگین به همراه چند دختر دیگر به شیخ‌نشین‌های خلیج فارس فروخته شده‌اند و قرار است به زودی به آنجا فرستاده شوند. آذر و ندا به موقع به فرودگاه می‌رسند. ولی با چند مرد عرب که محافظان دختران هستند روبرو می‌شوند. آذر یکی از مردها را با استفاده از اسلحه‌اش به قتل می‌رساند و همزمان پلیس، آذر را هدف گلوله قرار می‌دهد.

## جشنواره‌ها
فیلم نگین در بیستمین دوره جشنواره فیلم فجر (۱۳۸۰) حضور داشته است.
همچنین این فیلم در ششمین دوره جشن خانه سینما (۱۳۸۱) در بخش بهترین صداگذاری و میکس (اسحاق خانزادی) برنده تندیس زرین مسابقات و در ۲ بخش نقش دوم زن (مهرانه مهین‌ترابی) و عکس (علی نیک‌رفتار) کاندیدا مسابقات بوده‌اند.

## بازیگران
| بازیگران           | نقشها                   |
| ------------------ | ----------------------- |
| گلچهره سجادیه      | آذر                     |
| مهناز افشار        | ندا                     |
| بهناز جعفری        | لاله                    |
| مهدی احمدی         | رامین، نامزد ندا        |
| مهرانه مهین ترابی  | طلا سیاه                |
| معصومه تقی پور     | نرگس                    |
| بهناز توکلی        | خانم، رئیس قاچاق دختران |
| سعیده عرب          | مستخدم خانم             |
| محسن قاضی مرادی    | خلافکار                 |
| گلاره عباسی        | نگین                    |
| مجید مشیری         | افسر پزشکی قانونی       |
| فرخنده فرمانی زاده | مادر رامین              |